# Anne Gabriel de Boulainvilliers

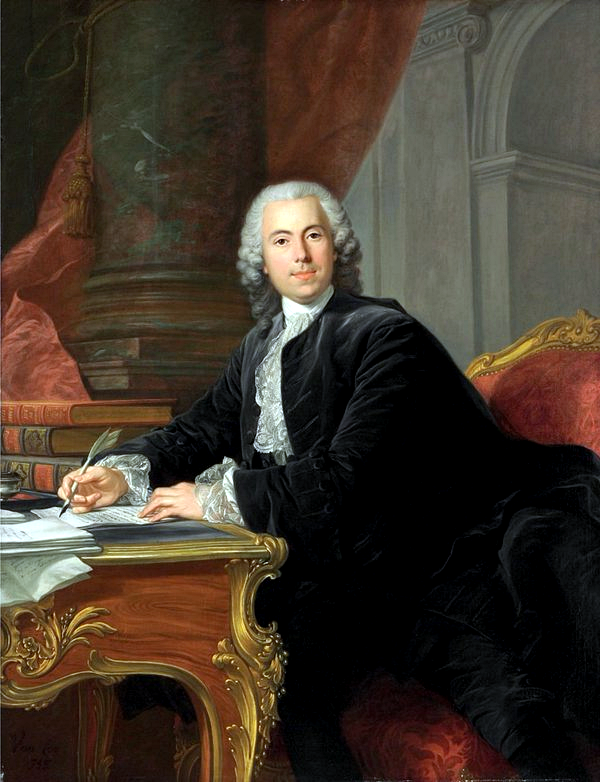
Porträt von Anne Gabriel de Boulainvilliers, Louis-Michel van Loo, 1758

Anne Gabriel Henri Bernard (* 10. Dezember 1724; † 24. Juni 1798 in Paris), Marquis de Boulainvilliers, Seigneur de Passy, Glisolles, Saint-Aubin und Vraigné, war ein königlicher Ratgeber, Président du Parlement und letzter Prévôt de Paris.

## Leben
Anne Gabriel Bernard de Boulainvilliers ist der Sohn von Gabriel Bernard, Comte de Rieux, und Suzanne Marie Henriette de Boulainvilliers, sowie der Enkel des Finanziers Samuel Bernard und des Schriftstellers und Historikers Henri de Boulainvilliers.
Aus dem Nachlass seines Vaters, der 1745 starb, erhielt er das Land und die Herrschaft von Glisolles, dessen Schloss er von 1746 bis 1752 wieder aufbauen ließ. Er erbte auch das Hôtel particulier der Familie in der Rue Notre-Dame des Victoires in Paris.
Er übernahm auch das Schloss Passy in der Nähe von Paris, das mit ihm den Namen Boulainvilliers erhielt. Zunächst bewohnte er das Schloss nicht selbst, sondern vermietete es 1747 bis zu dessen Tod 1762 an den Generalpächter Alexandre Le Riche de La Pouplinière. Danach vermietete er es an den Duc de Penthièvre bis zu dessen Tod im Jahr 1793.
Am 9. Dezember 1744 wurde er als Berater in die 2. Chambre des enquêtes des Pariser Parlements aufgenommen; am 19. August 1749 wurde er deren Präsident. Er wurde 1766 wurde er zum Prévôt de Paris ernannt und übte dieses Amt bis zu desser Abschaffung im Jahr 1792 mit den damit verbundenen Polizei-, Justiz- und Verwaltungsbefugnissen aus. Er ist außerdem königlicher Lieutenant der Provinz Île-de-France und Großmeister der Zeremonien des Ordre royal et militaire de Saint-Louis.
Im Jahr 1785 verkaufte er König Ludwig XVI. das Hôtel particulier in der Rue Notre-Dame des Victoires, die ehemalige Residenzseines Großvaters Samuel Bernard. Der König wies es den Messageries royales zu.
Während der Revolution wanderte er nicht aus, sondern leistete den Eid auf Freiheit und Gleichheit. Im Jahr 1792 wird sein Amt als Prévôt de Paris abgeschafft. Im Juni 1793 stellte ihn das revolutionäre Regime unter Hausarrest. Am 7. September wurde er verhaftet und im Prison des Madelonnettes inhaftiert, später in der Pension Belhomme und der Maison Blanchard in Picpus. Es gelang ihm, der Guillotine zu entgehen.
Sein Name findet sich fälschlicherweise auf die Liste der Emigranten. Am 12. Oktober 1794 wurde er freigelassen, seine beschlagnahmten Güter wurden ihm zurückgegeben (im Jahr 1794 verkauft er das Schloss in Passy) und am 17. März 1798 schließlich zwischen dem Staat und seinen beiden Enkelkindern aufgeteilt.
Er beendete sein Leben am 24. Juni 1798 in einem Haus, das er sich 1784 von dem Architekten Le Carpentier in der heutigen Rue Bergère 9 in Paris bauen ließ.

### Ehe und Familie
Anne Gabriel Bernard de Boulainvilliers war zwei Mal verheiratet:
- Am 26. Aprlíl 1746 heiratete er Madeleine Grimoard de Beauvoir du Roure (1730–1748); die Ehe blieb ohne Nachkommen
- im September 1748 heiratete er Adrienne Marie-Madeleine Ulphe d’Hallencourt de Boulainvilliers (1725–1781), einzige Tochter von Louis Joseph Maximilien d’Hallencourt, Seigneur de Boulainvilliers, Vraignes, und Marie Adrienne Picquet. Aus dieser Ehe hatte er fünf Kinder:

- Bonne Marie Gabrielle Bernard de Boulainvilliers (* 11. November 1752 in Paris, Pfarre Saint-Eustache; † 1829); ⚭ 1770 Emmanuel-Henri-Charles de Crussol, Marquis de Florensac (1741–1818), Lieutenant-général des Armées du Roi, Député de la Noblesse der Baillage Bar-sur-Aube auf den Generalständen von 1789, emigrierte, Ritter im Ordre royal et militaire de Saint-Louis, keine Nachkommen[3]
- Adrienne Marie Gabrielle Bernard de Boulainvilliers; ⚭ 1773 Léonor, Vicomte de Faudoas (1737–1804), Mestre de camp[4];
- Anne Marie Louise Bernard de Boulainvilliers (1758–1781); ⚭ 1779 Gaspard Paulin de Clermont-Tonnerre, 4. Duc de Clermont-Tonnerre (1750–1842)[5].
- 2 Söhne, die im Kindesalter starben